# Sharon Stone
Sharon Vonne Stone (Meadville, 10 marzo 1958) è un'attrice ed ex modella statunitense.
Debutta nel 1980 come comparsa in Stardust Memories di Woody Allen, affermandosi negli anni ottanta con ruoli più sostanziosi nei film Allan Quatermain e le miniere di re Salomone (1985), Action Jackson (1987) e Nico (1988). Negli anni novanta, dopo una parte in Atto di forza (1990), diviene famosa a livello internazionale nel 1992, anno d'uscita del celebre film Basic Instinct, in cui interpreta la femme fatale Catherine Tramell. La pellicola provoca numerose polemiche a causa dei suoi forti contenuti erotici, ma diviene uno dei maggiori profitti della storia al botteghino. Grazie a questa pellicola ottiene la sua prima candidatura come migliore attrice ai Golden Globe.
Riceve il plauso della critica per l'interpretazione di Ginger McKenna nel cult Casinò (1995) di Martin Scorsese, per la quale si aggiudica il Golden Globe per la migliore attrice in un film drammatico e ottiene la sua prima e unica candidatura al Premio Oscar per la miglior attrice. Per il suo ruolo nel dramma Basta guardare il cielo (1998) e nella commedia La dea del successo (1999) la Stone ottiene la sua terza e quarta candidatura ai Golden Globe, mentre nel 2004 vince il Premio Emmy per la sua partecipazione alla serie televisiva The Practice - Professione avvocati.

## Biografia
Sharon Stone nasce il 10 marzo 1958 a Meadville, un paesino della Pennsylvania che si trova tra Pittsburgh ed Erie. I suoi genitori, Joseph William Stone II, detto Joe, e Dorothy Marie Lawson, avevano origini irlandesi: provenivano da Galway e lavoravano rispettivamente come contabile e produttore di utensili e stampi. È la seconda di quattro fratelli; ha infatti un fratello maggiore (Mike), un fratello minore (Patrick, deceduto nel 2023) e una sorella minore (Kelly).
Da ragazza prende parte a concorsi di bellezza: vince nel 1975 quello di Miss Crawford County e partecipa nel 1976 a quello di Miss Pennsylvania. Decide quindi di trasferirsi a New York per diventare una modella. Nel 1977 si trasferisce nel New Jersey e poco dopo firma un contratto con la Ford Modeling Agency di New York.

### Anni ottanta

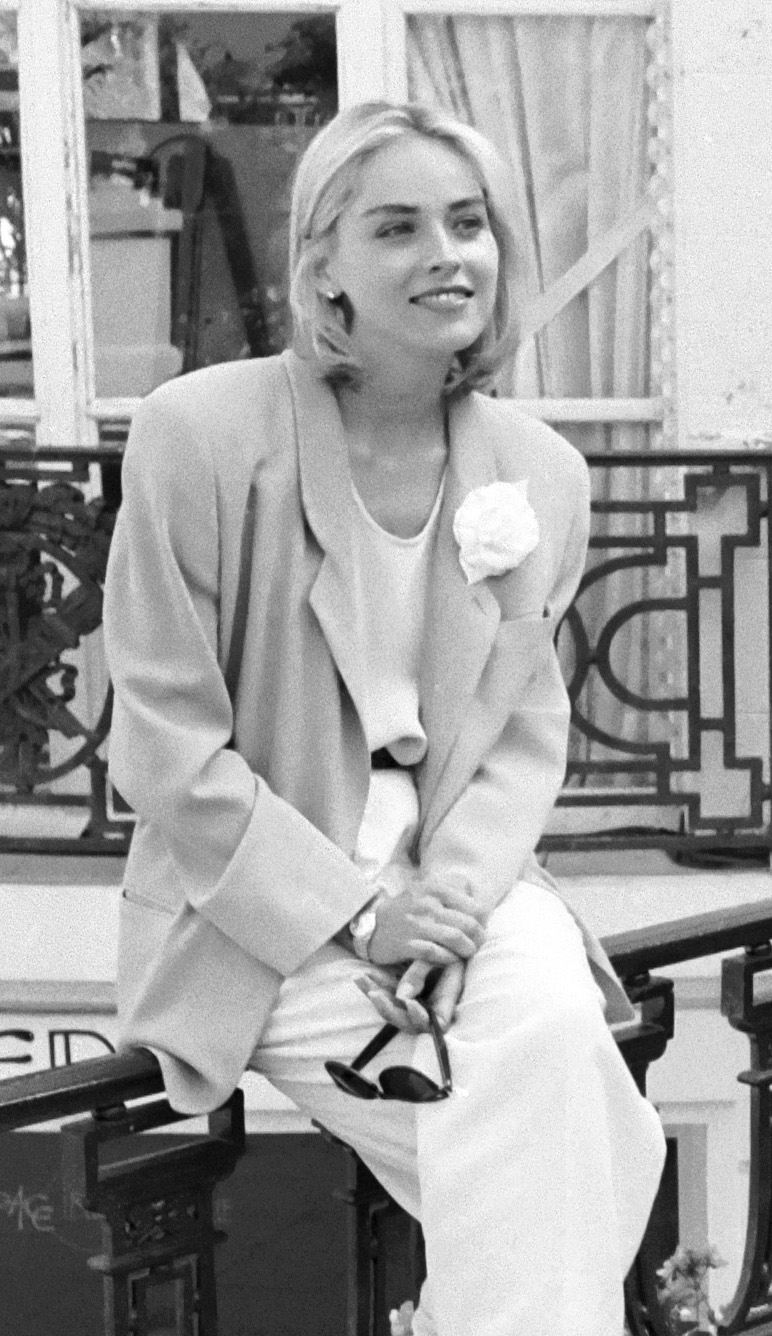
Sharon Stone al Festival del cinema americano di Deauville 1991

Dopo essersi legata alla Ford Modeling Agency riesce a sfondare nel campo della moda e diventa una delle indossatrici più famose degli Stati Uniti d'America. Successivamente è la protagonista delle pubblicità televisive delle aziende Burger King e Maybelline ma, insoddisfatta della strada che la sua carriera sta prendendo, si trasferisce in Europa e, notata da Woody Allen, ottiene una piccola parte nel film Stardust Memories (1980), che rappresenta il suo esordio sul grande schermo. L'anno seguente entra nel cast dell'horror Benedizione mortale, che ottiene un grande successo al botteghino.
Mentre si trova in Francia viene notata dal regista Claude Lelouch, che le affida una piccola parte nella commedia Bolero (1982) in cui recita al fianco di James Caan per soli due minuti; per questo il suo nome ufficialmente non appare nei titoli di coda. Nel 1983 è selezionata da George Lucas e Steven Spielberg per la parte femminile di Indiana Jones e il tempio maledetto, ma alla fine la scelta ricade su Kate Capshaw, ritenuta più versatile e più adatta al personaggio da interpretare.
Dopo il film per la TV Fino all'ultimo dollaro (1984) il suo nuovo passaggio sul grande schermo avviene nello stesso anno con Vertenza inconciliabile, in cui recita insieme a Ryan O'Neal, Shelley Long e una giovane Drew Barrymore. Il film, mai giunto in Italia, è da ricordare perché vede la Stone cimentarsi nel ruolo di femme fatale che l'avrebbe poi resa celebre qualche anno dopo. Sempre nel 1984 appare in una delle serie televisive più seguite, Magnum, P.I.
Verso la fine degli anni ottanta la Stone recita in alcune pellicole di minore spessore, riuscendo a impressionare felicemente la critica in Allan Quatermain e le miniere di re Salomone (1985), Gli avventurieri della città perduta (1987), Nico (1988) e Ossessione d'amore (1989).

### Anni novanta

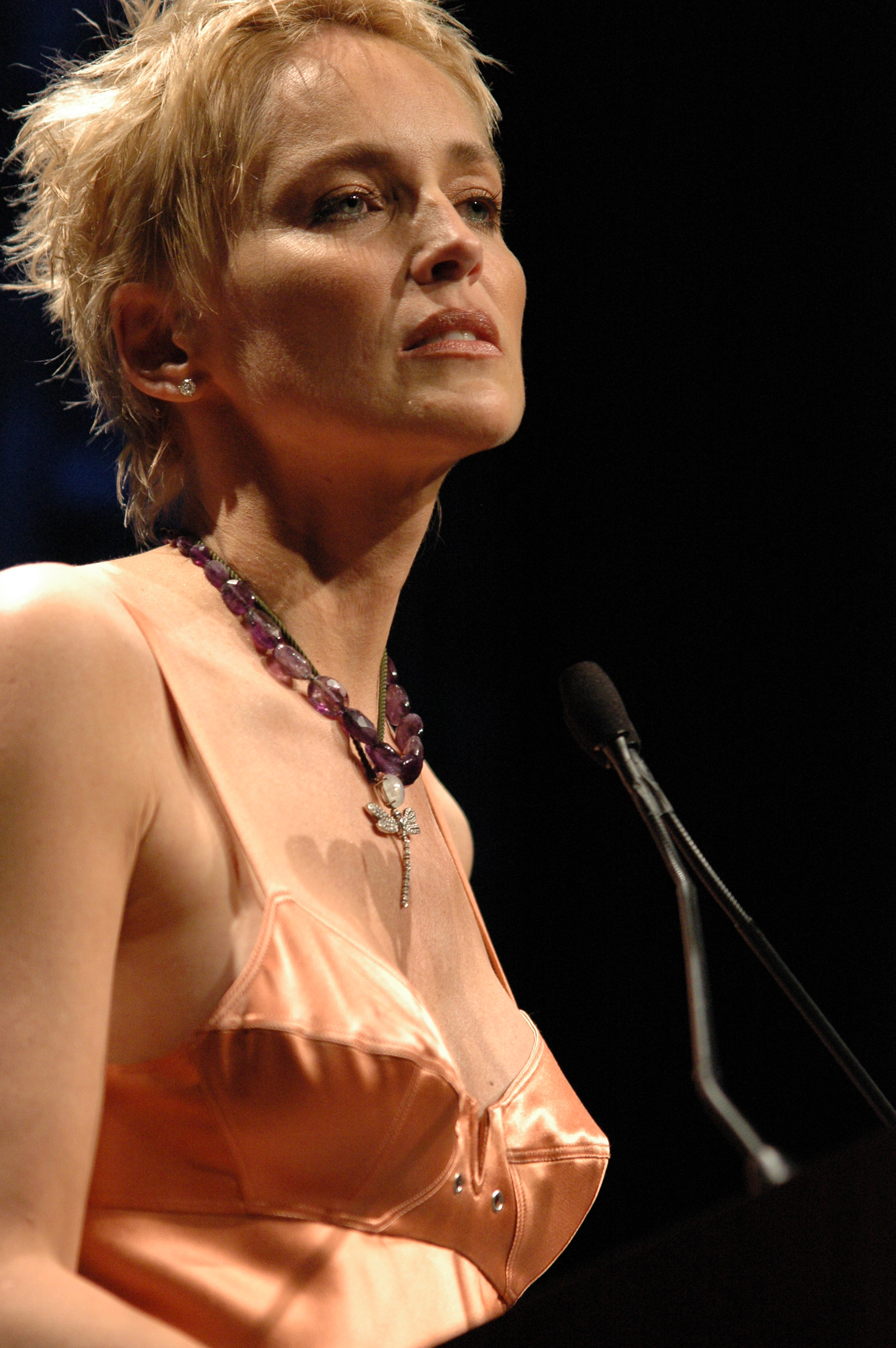
Sharon Stone a San Francisco nel 2004

Il suo primo ruolo di un certo rilievo è in Atto di forza (1990), di Paul Verhoeven, dove interpreta la moglie di Douglas Quaid (Arnold Schwarzenegger). In coincidenza con l'uscita del film viene pubblicato un suo servizio fotografico senza veli per la rivista Playboy, in cui viene immortalata completamente nuda mentre apprende le tecniche del Taekwondo, arte marziale indispensabile per la buona riuscita del film. In seguito, riguardo alle foto osé, dichiarò di averle fatte per bisogno di soldi, avendo appena finito di ristrutturare casa.
Poco dopo l'uscita di Atto di forza è coinvolta in un incidente stradale a Los Angeles, sul celebre Sunset Boulevard; subito dopo il sinistro torna a casa ignara dei traumi che ha subito. Rimane paralizzata per tre giorni e dichiara di avere pianto per tutto quel tempo prima di decidersi ad andare in ospedale, dove le vengono diagnosticate le fratture della scapola e della mascella, oltre a numerose contusioni.
L'ottima interpretazione al fianco di Schwarzenegger avrebbe dovuto segnare la svolta della sua carriera, ma l'incidente la mette fuori gioco per vari mesi. Dopo la guarigione lavora in maniera stakanovista (nel solo 1991 appare in ben cinque film), ma si tratta di pellicole a basso budget e poca gente riesce a vederle: solo Scissors - Forbici ottiene un minimo seguito di pubblico, anche se viene stroncato dalla critica.

Il personaggio che le fa ottenere gloria internazionale e che la fa entrare nella storia del cinema, ponendola come la Faye Dunaway della sua generazione, è quello della femme fatale e presunta serial killer Catherine Tramell in Basic Instinct (1992). Inizialmente il ruolo di protagonista era stato offerto alla più esperta Geena Davis, che però aveva rifiutato a causa delle numerose scene di sesso e di nudo presenti nella pellicola. Celebre è rimasta la scena in cui la Stone, interrogata da alcuni poliziotti, accavalla le gambe mostrando di non indossare alcun indumento intimo. L'interpretazione le vale una nomination al Golden Globe per la migliore attrice in un film drammatico.

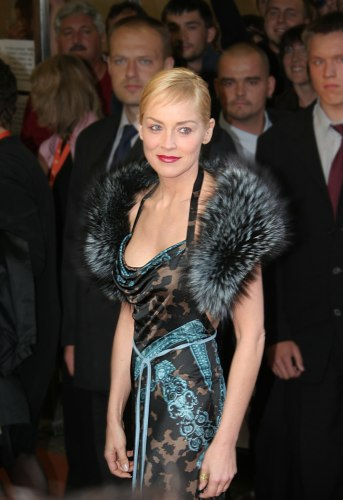
Sharon Stone al Festival Internazionale del cinema di Karlovy Vary 2005

Basic Instinct è tra i trionfatori degli incassi di quella stagione cinematografica e suscita accese polemiche per le numerose scene di sesso che vengono mostrate senza censure: ciò aumenta notevolmente la popolarità della Stone, che nel 1992 viene inserita dalla rivista People tra le cinquanta donne più belle del mondo. Tuttavia, rivedendole oggi, le scene non appaiono così spinte.
Nel 1993 recita in Sliver, diretta da Phillip Noyce, mentre nel 1994 si aggiudica il premio come componente della peggior coppia del cinema assieme a Sylvester Stallone per Lo specialista. Nello stesso anno recita in Trappola d'amore al fianco di Richard Gere. I riconoscimenti alla sua bellezza si moltiplicano e nel 1995 viene inserita dal periodico Empire nella lista delle cento attrici più sexy della storia del cinema. Nello stesso anno è la protagonista del film di Sam Raimi Pronti a morire al fianco di Gene Hackman, Russell Crowe e Leonardo DiCaprio, un omaggio agli spaghetti-western.
Anche il suo talento tuttavia è destinato a essere premiato: il successo più importante giunge nel 1996, quando ottiene una candidatura al Premio Oscar come migliore attrice protagonista per la sua interpretazione in Casinò di Martin Scorsese, per il ruolo della prostituta Ginger McKenna, che le vale anche un Golden Globe. Nell'ottobre del 1997 la rivista Empire la inserisce tra le cento più brave attrici di tutti i tempi. Il 1996 la vede in Difesa ad oltranza, con Randy Quaid e Rob Morrow, e Diabolique al fianco di Isabelle Adjani e Chazz Palminteri. Nel 1999 recita in Gloria, e viene inserita tra le venticinque playmate più sexy del secolo, ricevendo anche una candidatura al Golden Globe per il film Basta guardare il cielo.

### Anni duemila

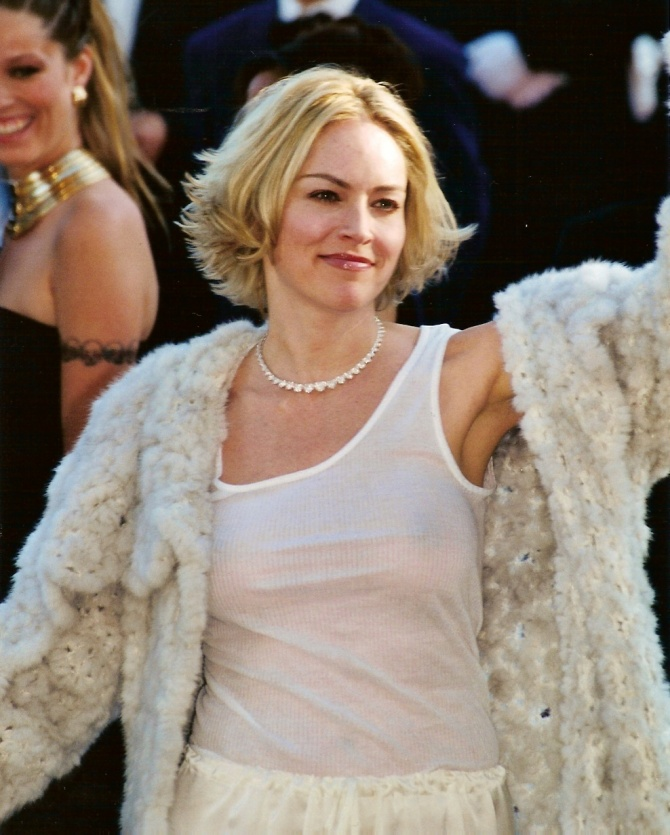
Sharon Stone al Festival di Cannes 2002

Verso la fine degli anni novanta riceve la sua quarta nomination al Golden Globe per il film commedia La dea del successo, diretto da Albert Brooks, nel quale interpreta Sarah Little, moglie del personaggio di Brooks. Sempre nello stesso anno recita in due film di scarso successo: Beautiful Joe e Inganni pericolosi, mentre l'anno successivo è nel cast di Ho solo fatto a pezzi mia moglie, con protagonisti Woody Allen, Kiefer Sutherland e Maria Grazia Cucinotta. Dopo qualche anno di assenza dagli schermi dovuto a problemi di salute, nel 2003 ritorna sul grande schermo con il film Oscure presenze a Cold Creek, thriller psicologico nel quale è l'infedele ma onesta moglie di Dennis Quaid, alle prese con strani avvenimenti nella loro nuova casa. È ospite alla prima serata del Festival di Sanremo nel 2003, durante il quale legge il monologo americano Desiderata.
Nel 2004 partecipa ai film Catwoman (nel ruolo della villain Laurel Hedare) e Codice Homer. Riscuote tuttavia maggiore fortuna sul piccolo schermo quando vince il Premio Emmy come miglior attrice per la sua partecipazione al serial The Practice, del quale è guest star in tre episodi dell'ottava stagione nei panni di Shelia, un avvocato tormentato ma coraggioso. Un altro successo arriva nel 2005 quando recita insieme a Bill Murray, Jessica Lange e Tilda Swinton in Broken Flowers di Jim Jarmusch, pellicola vincitrice del Grand Prix al Festival di Cannes.

Nel 2006 torna a occupare le prime pagine dei giornali per la sua scabrosa interpretazione in Basic Instinct 2, sequel del precedente successo. Girato a Londra nell'autunno 2005, il film era già stato annunciato nei primi anni duemila, con la pre-produzione partita nel 2001, ma diversi disaccordi tra la Stone e la produzione, sembra a causa dei numerosi veti posti dall'attrice sul nuovo protagonista maschile, causarono l'annullamento del progetto, seguita da una causa legale di cento milioni di dollari intentata dalla Stone verso i produttori. Tuttavia è la stessa attrice, nel 2004 durante il tour promozionale del film Catwoman, a rivelare di avere fatto cadere le accuse e che la produzione del film era ricominciata.

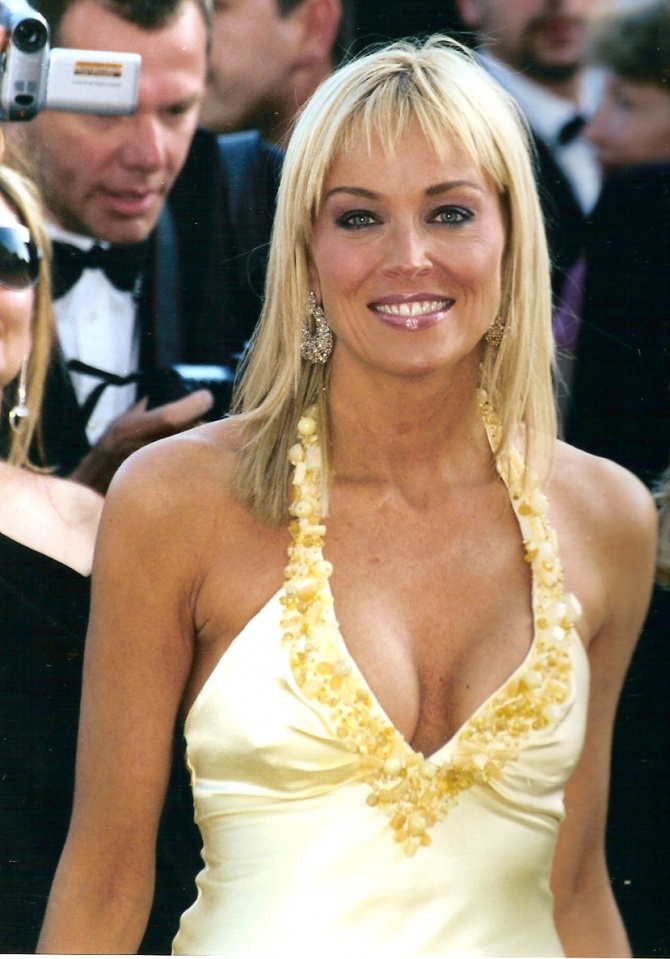
Sharon Stone al Festival di Cannes 2005

Numerose sono le scene di nudo integrale e frequenti le scene di sesso lesbico e di gruppo. A tal proposito la Stone ha affermato che è stata lei a convincere il regista Michael Caton-Jones a inserire più scene erotiche, dichiarando: "Più ero nuda, più ero contenta". In questo film la 47enne Stone sfoggia un fisico statuario. Il cast comprende gli inglesi David Morrissey, Charlotte Rampling e David Thewlis. Presentato in anteprima al Roma Film Festival il film non ottiene tuttavia il successo sperato, risultando un clamoroso flop al botteghino americano, incassando 38,6 milioni di dollari contro un budget di oltre 70, e facendo vincere alla sua protagonista il Razzie Award alla peggior attrice protagonista. Nello stesso anno recita in Alpha Dog di Nick Cassavetes.
Successivamente recita nelle pellicole When a Man Falls in the Forest e If I Had Know I Was a Genius, mentre con il film corale Bobby, che viene candidato al Golden Globe come miglior film drammatico e al SAG Awards come miglior cast, la Stone riesce a tornare al successo. Nel 2008 è nel cast di 5 dollari al giorno e nello stesso anno appare in tre episodi della serie Huff. In seguito recita nelle pellicole Contrasti e amori e Streets of Blood, usciti direttamente in DVD negli USA.

### Anni duemiladieci
Nel 2010 recita nel ruolo di guest star in quattro episodi dell'acclamata serie Law & Order - Unità vittime speciali. L'anno successivo è nel cast del film francese The Burma Conspiracy - Largo Winch 2 diretto da Jérôme Salle, che non ottiene un gran successo di incassi. Nel 2012 partecipa al film indipendente The Burder Run. In Italia la vediamo ospite nelle trasmissioni Chiambretti Sunday Show e Amici di Maria De Filippi realizzate per Canale 5.

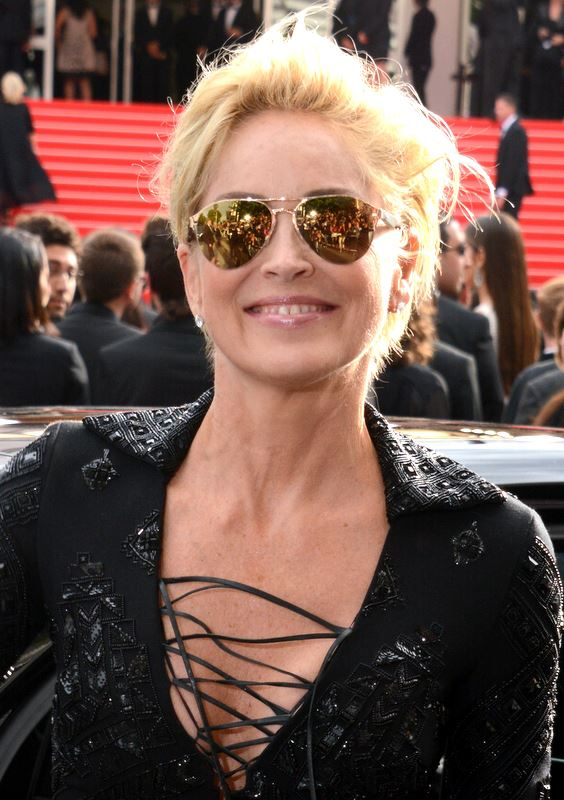
Sharon Stone nel 2014

Il 2013 è un anno particolarmente intenso per la Stone, che partecipa a tre film: Lovelace, incentrato sulla vera storia della pornodiva Linda Lovelace, nel quale interpreta il ruolo della madre di Linda, e che generalmente viene ben accolto dalla critica, Gigolò per caso, commedia diretta e interpretata da John Turturro insieme a Woody Allen e Vanessa Paradis, nel ruolo dell'avvenente psicologa Parker; Gods Behaving Badly, nuovamente con Turturro e al fianco di Christopher Walken, commedia sugli dei dell'Olimpo nel quale interpreta Afrodite.
Nel 2014 il regista Pupi Avati la vuole nel suo nuovo film Un ragazzo d'oro, interpretato da Riccardo Scamarcio, Cristiana Capotondi e Giovanna Ralli. Nel film interpreta una scrittrice che sarà molto importante per il figlio dell'uomo di cui stava per pubblicare la biografia. Il film vince il premio come miglior sceneggiatura al Montreal World Film Festival. Nel 2015 torna sul piccolo schermo come protagonista della nuova serie Agent X, nei panni della vicepresidente degli Stati Uniti Natalie Maccabee, mentre nel 2016 è nel cast del film Mothers and Daughters.

## Vita privata
Dal 1984 al 1990 è stata sposata con il produttore televisivo Michael Greenburg. Per un anno (1993-1994) è stata fidanzata con il produttore William J. MacDonald. Il 14 febbraio 1998 sposa Phil Bronstein, editore del giornale San Francisco Chronicle. Durante il loro matrimonio, la Stone ha subito diversi aborti spontanei a causa di una malattia autoimmune e dell'endometriosi e non ha potuto avere figli biologici. Nel 2000 la coppia adotta quindi un bambino, Roan Joseph Bronstein.
La Stone ha successivamente adottato altri due bambini: Laird Vonne Stone nel 2005 e Quinn Kelly Stone nel 2006.
Di religione buddhista, la Stone vive a Beverly Hills, in California, ma passa le vacanze estive in un ranch di sua proprietà in Nuova Zelanda. Appoggia il Partito Democratico, è sostenitrice dei diritti gay ed è favorevole al matrimonio tra persone dello stesso sesso.

### Problemi di salute
Sharon da adolescente, mentre andava a cavallo, finì impigliata in una corda, che quasi le recise la giugulare. Nel 1990, sul Sunset Boulevard, a Los Angeles, l'attrice ebbe un incidente stradale, subendo una frattura della scapola e della mascella, oltre a contusioni varie.
Il 29 settembre 2001 l'attrice venne colpita da un'emorragia subaracnoidea da dissezione dell'arteria vertebrale, piuttosto che da un comune aneurisma. Un ictus l'ha ridotta in fin di vita e l'ha costretta a un lungo ricovero.

## Filmografia

### Cinema
- Stardust Memories, regia di Woody Allen (1980)
- Bolero (Les uns et les autres), regia di Claude Lelouch (1981)
- Benedizione mortale (Deadly Blessing), regia di Wes Craven (1981)
- Vertenza inconciliabile (Irreconcilable Differences), regia di Charles Shyer (1984)
- Allan Quatermain e le miniere di re Salomone (King Solomon's Mines), regia di J. Lee Thompson (1985)
- Gli avventurieri della città perduta (Allan Quatermain and the Lost City of Gold), regia di Gary Nelson (1987)
- Scuola di polizia 4 - Cittadini in... guardia (Police Academy 4: Citizens on Patrol), regia di Jim Drake (1987)
- Lama d'acciaio (Cold Steel), regia di Dorothy Ann Puzo (1987)
- Action Jackson, regia di Craig R. Baxley (1988)
- Nico (Above the Law), regia di Andrew Davis (1988)
- Tramonto di un eroe (Beyond the Stars), regia di David Saperstein (1989)
- Ossessione d'amore (Sangre y arena), regia di Javier Elorrieta (1989)
- Atto di forza (Total Recall), regia di Paul Verhoeven (1990)
- Dice lui, dice lei (He Said, She Said), regia di Ken Kwapis e Marisa Silver (1991)
- Scissors - Forbici (Scissors), regia di Frank De Felitta (1991)
- Diario di un killer (Diary of a Hitman), regia di Roy London (1991)
- L'anno del terrore (Year of the Gun), regia di John Frankenheimer (1991)
- Diario di un assassino (Where Sleeping Dogs Lie), regia di Charles Finch (1991)
- Basic Instinct, regia di Paul Verhoeven (1992)
- Sliver, regia di Phillip Noyce (1993)
- Last Action Hero - L'ultimo grande eroe (Last Action Hero), regia di John McTiernan (1993) - cameo
- Trappola d'amore (Intersection), regia di Mark Rydell (1994)
- Lo specialista (The Specialist), regia di Luis Llosa (1994)
- Pronti a morire (The Quick and the Dead), regia di Sam Raimi (1995)
- Casinò (Casino), regia di Martin Scorsese (1995)
- Diabolique, regia di Jeremiah S. Chechik (1996)
- Difesa ad oltranza - Last Dance (Last Dance), regia di Bruce Beresford (1996)
- Sfera (Sphere), regia di Barry Levinson (1998)
- Basta guardare il cielo (The Mighty), regia di Peter Chelsom (1998)
- Gloria, regia di Sidney Lumet (1999)
- La dea del successo (The Muse), regia di Albert Brooks (1999)
- Inganni pericolosi (Simpatico), regia di Matthew Warchus (1999)
- Ho solo fatto a pezzi mia moglie (Picking Up the Pieces), regia di Alfonso Arau (2000)
- Beautiful Joe, regia di Stephen Metcalfe (2000)
- Oscure presenze a Cold Creek (Cold Creek Manor), regia di Mike Figgis (2003)
- Codice Homer (A Different Loyalty), regia di Marek Kanievska (2004)
- Catwoman, regia di Pitof (2004)
- Jiminy Glick in Lalawood, regia di Vadim Jean (2004)
- Broken Flowers, regia di Jim Jarmusch (2005)
- Alpha Dog, regia di Nick Cassavetes (2006)
- Basic Instinct 2, regia di Michael Caton-Jones (2006)
- Bobby, regia di Emilio Estevez (2006)
- If I Had Known I Was a Genius, regia di Dominique Wirtschafter (2007)
- When a Man Falls in the Forest, regia di Ryan Eslinger (2007)
- Contrasti e amori, regia di Patrick Sisam (2008)
- 5 dollari al giorno ($5 a Day), regia di Nigel Cole (2008)
- Streets of Blood, regia di Charles Winkler (2009)
- The Burma Conspiracy - Largo Winch 2 (Largo Winch II), regia di Jérôme Salle (2011)
- Border Run, regia di Gabriela Tavigliani (2012)
- Lovelace, regia di Robert Epstein e Jeffrey Friedman (2013)
- Gigolò per caso (Fading Gigolo), regia di John Turturro (2013)
- Gods Behaving Badly, regia di Marc Turtletaub (2013)
- Lyubov v bolshom gorode 3, regia di Marius Balchunas e David Dodson (2014)
- Un ragazzo d'oro, regia di Pupi Avati (2014)
- Life on the Line, regia di David Hackl (2015)
- Mothers and Daughters, regia di Paul Duddridge (2016)
- Senza controllo (Running Wild), regia di Alex Ranarivelo (2017)
- The Disaster Artist, regia di James Franco (2017)
- Quando arriva l'amore (A Little Something for Your Birthday), regia di Susan Walter (2017)
- Panama Papers (The Laundromat), regia di Steven Soderbergh (2019)
- Beauty, regia di Andrew Dosunmu (2022)
- What About Love, regia di Klaus Menzel (2024) - girato nel 2012
- Io sono nessuno 2 (Nobody 2), regia di Timo Tjahjanto (2025)

### Televisione
- Non il solito affare (Not Just Another Affair), regia di Steven Hilliard Stern – film TV (1982)
- Il mio amico Ricky (Silver Spoons) – serie TV, 1 episodio (1982)
- Mai dire sì (Remington Steele) – serie TV, episodio 1x16 (1983)
- Les uns et les autres – miniserie TV, 1 episodio (1983)
- Bay City Blues – serie TV, 8 episodi (1983-1984)
- Magnum, P.I. – serie TV, episodi 5x01-5x02 (1984)
- Fino all'ultimo dollaro anche col titolo Destini a Las Vegas (The Vegas Strip War), regia di George Englund – film TV (1984)
- Mike Hammer – serie TV, 1 episodio (1984)
- Omicidio della pin-up (Calendar Girl Murders), regia di Willis A. Graham – film TV (1984)
- T.J. Hooker – serie TV, episodio 4x17 (1985)
- Mr. and Mrs. Ryan, regia di Peter H. Hunt – film TV (1986)
- Badlands 2005, regia di George Miller – film TV (1988)
- Amarsi sotto la pioggia (Tears in the Rain), regia di Don Sharp – film TV (1988)
- Ricordi di guerra (War and Remembrance) – serie TV (1988-1989)
- The Roots of Roe – film TV (1993) - narratrice
- The Larry Sanders Show – serie TV, 1 episodio (1994)
- Pappa e Ciccia – serie TV, 1 episodio (1995)
- Women (If These Walls Could Talk 2), regia di Anne Heche – film TV, episodio 2000 (2000)
- The Practice - Professione avvocati – serie TV, episodi 8x02-8x03-8x04 (2003)
- Will & Grace – serie TV, episodio 7x20 (2005)
- Kurtlar Vadisi – serie TV, 2 episodi (2005)
- Huff – serie TV, episodi 2x01-2x03-2x04 (2006)
- Law & Order - Unità vittime speciali (Law & Order: Special Victims Unit) – serie TV, episodi 11x21-11x22-11x23-11x24 (2010)
- Lyubov v bolshom gorode 3 – miniserie TV, 2 episodi (2015)
- Agent X – serie TV, 10 episodi (2015)
- Mosaic, regia di Steven Soderbergh – miniserie TV, 6 puntate (2018)
- The cold open – cortometraggio TV (2019)
- Better Things – serie TV, episodio 3x03 (2019)
- The New Pope.– serie TV, episodio 1x05 (2020)
- Ratched – serie TV (2020)
- Murderville – serie TV, episodio 1x05 (2022)
- L'assistente di volo - The Flight Attendant (The Flight Attendant) – serie TV, episodi 2x06-2x07-2x08 (2022)

### Cortometraggi
- Demopazzia, regia di Francesco Vezzoli (2007)

### Doppiaggio
- Z la formica (Antz), regia di Eric Darnell e Tim Johnson (1998)

## Riconoscimenti
- Premio Oscar
  - 1996 – Candidatura alla miglior attrice per Casinò

- Golden Globe
  - 1993 – Candidatura alla migliore attrice in un film drammatico per Basic Instinct
  - 1996 – Migliore attrice in un film drammatico per Casinò
  - 1999 – Candidatura alla migliore attrice non protagonista per Basta guardare il cielo
  - 2000 – Candidatura alla migliore attrice in un film commedia o musicale per La dea del successo

- Chicago Film Critics Association Award
  - 1993 – Candidatura alla migliore attrice per Basic Instinct
  - 1996 – Candidatura alla miglior attrice per Casinò

- Critics Choice Award
  - 2007 – Candidatura al miglior cast per Bobby

- Hollywood Walk of Fame
  - 1995 – Stella. Motion Picture, al 6925 di Hollywood Boulevard

- MTV Movie & TV Awards
  - 1993 – Miglior performance femminile per Basic Instinct
  - 1993 – Attrice più attraente per Basic Instinct
  - 1993 – Candidatura alla miglior coppia (condiviso con Michael Douglas) per Basic Instinct
  - 1993 – Candidatura al miglior cattivo per Basic Instinct
  - 1994 – Candidatura all’attrice più attraente per Sliver
  - 1995 – Candidatura all’attrice più attraente per Lo specialista
  - 1996 – Candidatura alla miglior performance femminile per Casinò

- Premio Emmy
  - 2004 – Migliore attrice ospite in una serie drammatica per The Practice - Professione avvocati

- Razzie Awards
  - 1988 – Candidatura alla peggior attrice per Gli avventurieri della città perduta
  - 1994 – Candidatura alla peggior attrice per Sliver
  - 1995 – Peggior attrice per Lo specialista e Trappola d'amore
  - 1995 – Peggior coppia (condiviso con Sylvester Stallone) per Lo specialista
  - 2000 – Candidatura alla peggior attrice per Gloria
  - 2005 – Candidatura alla peggior attrice non protagonista per Catwoman
  - 2005 – Candidatura alla peggior coppia (condiviso con Halle Berry) per Catwoman
  - 2007 – Peggior attrice per Basic Instinct 2

- Saturn Award
  - 1993 – Candidatura alla miglior attrice per Basic Instinct
  - 1996 – Candidatura alla miglior attrice per Pronti a morire

- Screen Actors Guild Award
  - 2007 – Candidatura al miglior cast per Bobby

## Doppiatrici italiane
Nelle versioni in italiano delle opere in cui ha recitato, Sharon Stone è stata doppiata da:
- Cristiana Lionello in Allan Quatermain e le miniere di re Salomone, Ossessione d'amore, Basic Instinct (entrambi i doppiaggi), Sliver, Trappola d'amore, Lo specialista, Casinò, Diabolique, Difesa ad oltranza - Last Dance, The Practice - Professione avvocati, Sfera, Basta guardare il cielo, Gloria, Inganni pericolosi, Ho solo fatto a pezzi mia moglie, Beautiful Joe, Oscure presenze a Cold Creek, Will & Grace, Codice Homer, Catwoman, Huff, Broken Flowers, Basic Instinct 2, Bobby, The Burma Conspiracy - Largo Winch 2, Lovelace, Gigolò per caso, Agent X, Mothers and Daughters, Better Things, Law & Order - Unità vittime speciali, Mosaic, Lo scandalo Weinstein, Panama Papers, The New Pope, Ratched, L'assistente di volo - The Flight Attendant, Beauty, Io sono nessuno 2
- Isabella Pasanisi in Benedizione mortale, Action Jackson, Atto di forza, L'anno del terrore, Alpha Dog
- Emanuela Rossi in Pronti a morire, The Disaster Artist
- Roberta Greganti in Scuola di polizia 4 - Cittadini in... guardia, Life on the line
- Elda Olivieri in Mai dire si
- Melina Martello ne Gli avventurieri della città perduta
- Barbara Berengo Gardin in Ricordi di guerra
- Monica Gravina in Tramonto di un eroe
- Daniela Nobili in Dice lui, dice lei
- Stefania Patruno in Scissors - Forbici
- Laura Boccanera in Diario di un killer
- Beatrice Margiotti in Diario di un assassino
- Micaela Esdra ne La dea del successo
- Olivia Manescalchi in When a Man Falls in the Forest
- Emanuela Baroni in 5 dollari al giorno
- Alessandra Korompay in Streets of Blood
- Jane Alexander in Un ragazzo d'oro
- Roberta Federici in Ricordi di guerra (ridoppiaggio)

Da doppiatrice è sostituita da:
- Cristiana Lionello in Z la formica

## Opere letterarie
- The Beauty of Living Twice: Sharon Stone, Alfred A. Knopf, 2021.
- Il bello di vivere due volte, Rizzoli Editore, 2021, ISBN 8817155829.